# Monacrosporium thaumasium
Monacrosporium thaumasium är en svampart som först beskrevs av Drechsler, och fick sitt nu gällande namn av de Hoog & Oorschot 1985. Monacrosporium thaumasium ingår i släktet Monacrosporium och familjen vaxskålar.   Inga underarter finns listade i Catalogue of Life.